# José Pardo y Barreda

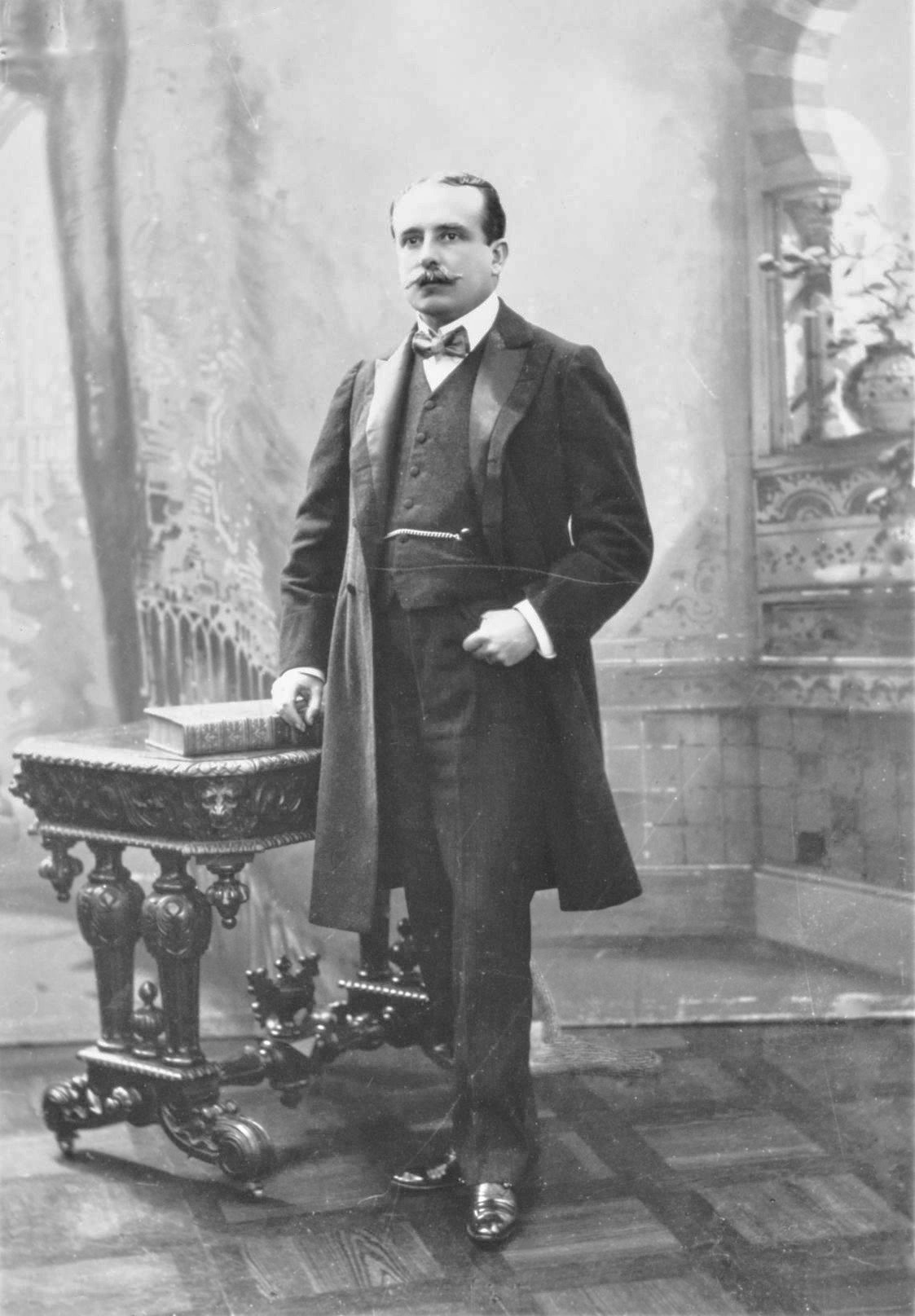
José Pardo y Barreda vor Beginn seiner ersten Amtszeit

José Pardo y Barreda (* 24. Februar 1864 in Lima; † 3. August 1947 in Miraflores) war ein peruanischer Politiker, der zweimal (von 1904 bis 1908 und von 1915 bis 1919) Präsident seines Landes war.

## Leben
Er war der Sohn von Manuel Pardo, der ebenfalls (1872–1876) Präsident von Peru gewesen war und den Partido Civil gegründet hatte. José Pardo wurde zum Parteiführer und war Außenminister sowie Premierminister unter der Präsidentschaft von Eduardo López de Romaña.
Nach dem Tode von Manuel Candamo wurde Serapio Calderón Interimspräsident und rief Neuwahlen aus. Der Partido Civil nominierte José Pardo (der vor allem von den sog. „Jungtürken“ in seiner Partei unterstützt wurde) als Kandidaten, während für die Demokratische Partei Nicolás de Piérola kandidierte, der sich aber eine Woche vor dem Wahltermin unter Berufung auf „fehlende Garantien“ aus dem Rennen zurückzog.
Die Amtszeit José Pardos war von einer liberalen Politik geprägt. Er drängte auf eine bessere Ausbildung für alle Peruaner. Die schulische Grundausbildung, welche 1876 unter Manuel Pardo gesetzlich festgelegt worden war, unterlag der Verantwortung der lokalen Behörden des Landes. José Pardo entschied, seinen Justiz- und Schulminister mit dem Problem zu befassen.
Das 1905 erlassene neue Gesetz reformierte das Bildungssystem des Landes und unterstellte es der Zentralregierung. Es formulierte zudem das Prinzip einer kostenfreien und verpflichtenden Grundschulausbildung selbst in abgelegenen Orten wie Dörfern und Minen, Jeder Ort mit über 200 Einwohnern musste danach über eine Schule verfügen. Die Escuela Normal de Varones („Normale Männerschule“) wurde zur Ausbildung männlicher Lehrer gegründet, ebenso die „Normale Frauenschule“ (Escuela Normal de Mujeres).
Auf kultureller Ebene etablierte er unter anderem: Die Nationale Geschichtsakademie, die Schule der Schönen Künste, die Nationale Musikakademie und das Nationale Geschichtsmuseum. Auch eine höhere Offiziersschule wurde eingerichtet.
In seiner zweiten Amtszeit hatte José Pardo die Folgen des Ersten Weltkrieges in seinem Lande zu bewältigen und wurde mit der Forderung der Arbeiterbewegung nach einem Achtstundentag konfrontiert. Dieser wurde schließlich am 15. Januar 1919 offiziell eingeführt.
Kurz vor dem Ende seiner Amtsperiode wurde José Pardo durch Augusto Leguía abgesetzt.